# مارینا اورلوا
مارینا اورلوا (Марина Викторовна Орлова؛ زادهٔ ۲۵ مارس ۱۹۸۶) یک هنرپیشه اهل روسیه است.